# 卯之町站
卯之町站（日语：／ Unomachi eki */?）是一位於日本愛媛縣西予市宇和町，隸屬於四國旅客鐵道（JR四國）的鐵路車站，車站編號為U22。本站停靠所有級別列車，是2004年才成立的西予市中心車站，也是未合併前的宇和町的中心車站。

## 車站結構

### 站房
現時使用中為第二代站房，於2022年11月5日啟用，仍為木製單層站房，木材選用自西予地區的木材，當中部份更是曾在2020東京奧運中的選手村使用過，現時再重新運用。因應車站於2021年降為無人站，新站房在站務功能上減少了很多。左側的候車室同時成為公共交流空間，內設有附設叉電座的長櫈、閱讀閣、附有輪子可移動的木箱椅、留言黑板等，又因適逢2023年為「兔年」，基於「卯」與「兔子」相關，候車室內另加設了6張兔子造型椅背的木椅，更備有供遊人打卡用的裝置及飾物，以及兔形繪馬供遊人以自助形式購買，留言後更可掛在繪馬架上。至於車站玄關亦掛上繪有兔子及「卯」字的巨形燈籠，1號月台附有兔子木板看板，以及寫上「歡迎！ 卯之年、到卯之町站。」的木看板。候車室後方則仍保留一小部份作為站務室（但不設服務窗口），用作管理架於外圍的輕觸式面板自動售票機（可發售自由席特急劵）。
站房中央為自由通道，過往的驗票口及趟門均全數撤去，由入口可以直接通過至側式月台。站房右側為男、女獨立式洗手間及殘疾人士專用的無障礙洗手間。
舊站房正門上的站牌被安置於新站房上，不過，原來設置於舊站房內的「愛之火鉢」並沒有重新放置回新站房，也令在有人站時代於冬天有職員加添炭塊供候車人士取暖、有超過60年傳統的安排正式完結。

### 舊站房

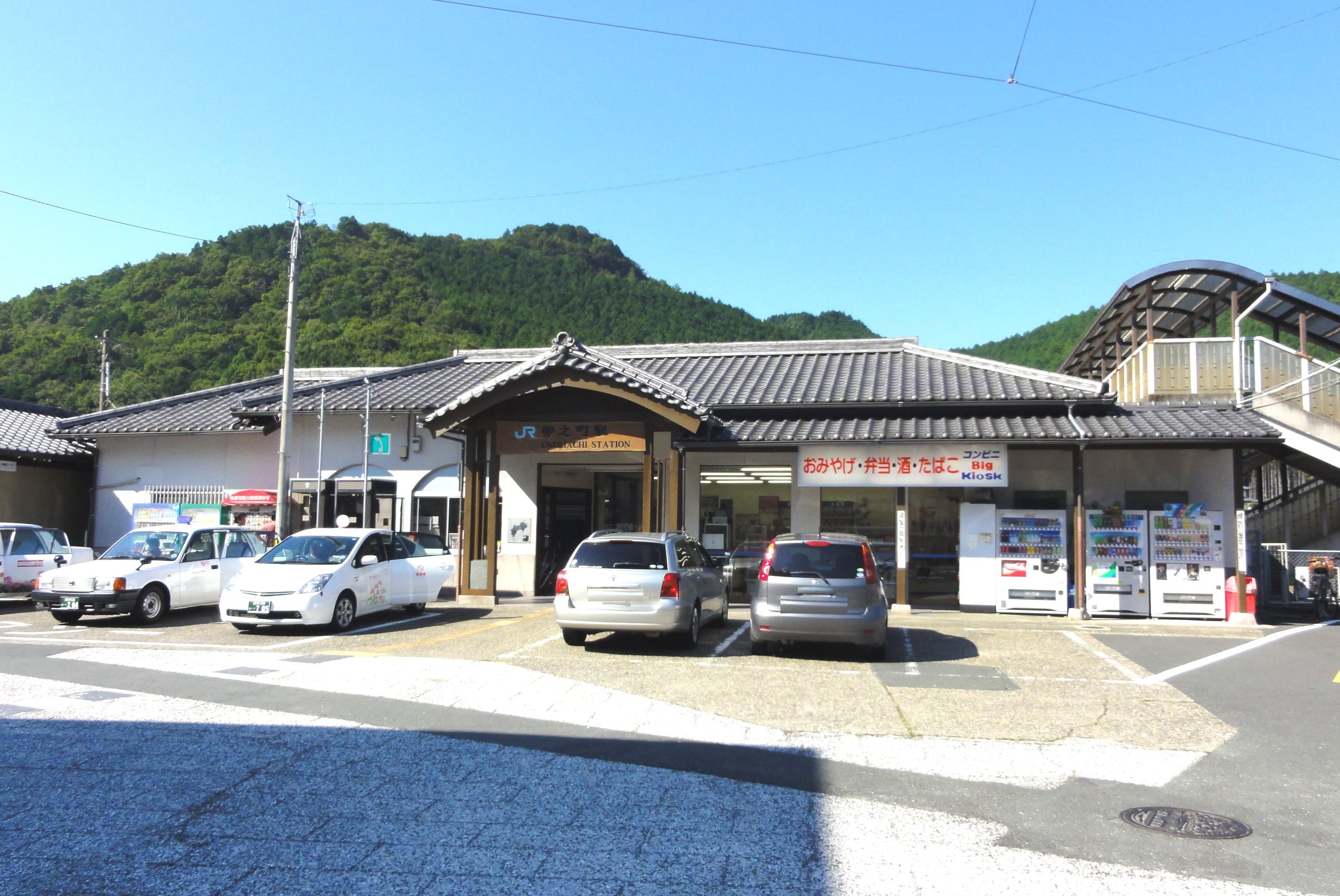
己拆卸的第一代站房（2011年3月）。

為木製單層站舍一座，左側為設有綠窗口功能的票務處、站務室及候車室，同時附設自動售票機、儲物櫃及長櫈；右側為JR四國子公司四國便利商店進駐。洗手間設於旁邊的獨立建築物，可供站外及站內人士使用。
候車室的中央內放置了一個名為「愛之火鉢」（愛の火鉢）的炭爐，於1959年設置，由於本站位處豪雪地帶，而且位處高度為二百多米，因此每逢冬季的日間時段均會有職員加添炭塊供候車人士取暖之用。
設有側式月台及島式月台各1座，提供2面3線的配置，其中1號月台可對應8輛編成的列車停靠，2、3號月台則為7輛。過往由於每朝由宇和島開出的「潮風、石鎚」10號為8輛編成列車，因此靠站時，須使用開門安全裝置，令最後1節車廂的車門不會打開，2014年時間表更正後，大部份時間改派7輛編成列車，則沒有這個問題。

### 月台配置
| 月台 | 路線    | 方向 | 目的地                               | 備註                           |
| ---- | ------- | ---- | ------------------------------------ | ------------------------------ |
| 1    | ■予讚線 | 下行 | 宇和島方向                           | 所有特急及部份普通列車停靠月台 |
| 2    | ■予讚線 | 上行 | 八幡濱、伊予市、松山、高松、岡山方向 | 所有特急及部份普通列車停靠月台 |
| 3    | ■予讚線 | 下行 | 宇和島方向                           | 部份普通列車                   |
| 3    | ■予讚線 | 上行 | 八幡濱、伊予市、松山方向             | 部份普通列車                   |

## 歷史
- 1941年7月2日：開業。
- 1975年3月10日：特急列車開始停靠。
- 1987年4月1日：日本國鐵分割民營化，車站的營運由JR四國繼承。
- 1991年11月21日：周末及假日無人化[5]。
- 2018年：

- 7月6日：因平成30年7月豪雨，列車服務暫停至7月19日。
- 7月20日：八幡濱～本站重開。
- 9月13日：本站～宇和島間重開。。

- 2019年10月15日：綠窗口停止服務。
- 2021年10月1日：終日無人化[8][9]。同時開始舊站房拆卸工程。
- 2022年：

- 2月1日：於車站對面的「西予市卯之町站前綜合施設「輕鬆庵」（ゆるりあん）1樓的「丼物館 駅前店 青空」開始代售單程票（松山～宇和島間）、通學定期劵（伊予大洲、八幡濱、立間、宇和島間高校生）、特急定期券、S車票等車票，車站改為簡易委託化。
- 11月5日：新站房開始使用。

## 相鄰車站
四國旅客鐵道（JR四國）
■予讚線
■特急「宇和海」
八幡濱（U18） - 卯之町（U22） - 伊予吉田（U25）
■普通
上宇和（U21）－卯之町（U22）－下宇和（U23）

## 軼事
由於日本亦有生肖和地支的概念，2011年為紀念「卯」年，於是安排了由附近農場所飼養的一隻兔子運到車站，擔當為期半個月的觀光站長職務。

## 外部連線
- JR四國卯之町站發車時間表 （页面存档备份，存于）
- 有人化時代JR四國卯之町站官方網頁存檔。（現時已不存在）
- 鐵道頻道有關卯之町站介紹。 （页面存档备份，存于）